# Isotta Albaresani
Isotta Albaresani (Ferrara, 1355 – Ferrara, maggio 1393) è stata una nobile italiana.

## Biografia
Isotta Albaresani, figlia di Alberto Albaresani, appartenne ad una nobile famiglia estense risalente al XIII secolo.
Nel 1393 divenne la seconda moglie di Alberto V d'Este; suo figlio Niccolò venne legittimato da Papa Bonifacio IX ed in seguito divenne signore di Ferrara col nome di Niccolò III d'Este.
Isotta fu famosa, ai suoi tempi, per la bellezza, l'assennatezza e le numerose qualità. Fu letterata e probabilmente autrice di opere ancora inedite, ora conservate nella biblioteca di Modena, dove la corte estense si trasferì in seguito alla devoluzione di Ferrara allo Stato Pontificio.
Venne sepolta a Ferrara nella vecchia chiesa di San Francesco, sostituita nel 1494 dal nuovo tempio che ci è pervenuto.